# Traktat o wolnym handlu pomiędzy Brytyjską Ameryką Północną a USA
Traktat o wolnym handlu pomiędzy Brytyjską Ameryką Północną a USA (ang. The Reciprocity Treaty) - umowa handlowa zawarta pomiędzy Wielką Brytanią a USA, podpisana w 1854, a obowiązująca do 1866, regulująca całokształt stosunków gospodarczych pomiędzy koloniami Nową Fundlandią, Wyspą Księcia Edwarda, Nową Szkocją, Nowym Brunszwikiem i Prowincją Kanady z jednej strony, a USA z drugiej.
Traktat podpisany w 1854 regulował wymianę handlową pomiędzy brytyjskimi koloniami a USA. Amerykanie godzili się na zniesienie 21% cła na materiały sprowadzone z północy, głównie drewno i zboże. W zamian za to uzyskiwali prawa do połowów ryb na brytyjskich wodach oraz dostęp do kanadyjskiego rynku wyrobów przemysłowych. Po podpisaniu traktatu eksport z dominiów brytyjskich do USA wzrósł o 33%, podczas gdy amerykański do dominiów o 7%. W dziesięć lat po podpisaniu traktatu wymiana handlowa pomiędzy stronami podwoiła się.
Wśród historyków trwają spory o skutki traktatu. Większość uznaje, że otwarcie gospodarek spowodowało gwałtowny rozwój ekonomiczny dominiów i znaczne podniesienie stopy życiowej ich mieszkańców. Krytycy traktatu twierdzą jednak, iż traktat spowodował zahamowanie wzrostu przemysłu wytwórczego w tych dominiach z jednoczesnym przesunięciem kapitałów do rolnictwa, przemysłu drzewnego i wydobywczego. Twierdzą także, iż olbrzymie zapotrzebowanie na surowce i żywność, jakie zapanowało w USA w czasie wojny secesyjnej, zmusiłoby Amerykanów do jednostronnego zniesienia taryf celnych, bez konieczności koncesji brytyjskich.
Traktat wygasł w 1866. Obawa przed recesją, jaka mogła po tym fakcie nastąpić, była jednym z powodów zawarcia Konfederacji dominiów brytyjskich w Ameryce Północnej, która zaowocowała powstaniem nowego państwa – Kanady w 1867. Po wygaśnięciu, traktat nie został przedłużony. W Kanadzie idea otwartej gospodarki została zastąpiona narodową polityką gospodarczą. Do idei wolnego handlu powrócono w 1911, lecz wynegocjowany wtedy traktat o wolnym handlu pomiędzy Kanadą a USA, nie został ratyfikowany przez Parlament Kanady. Taryfy celne zaczęto likwidować, gdy po II wojnie światowej Kanada przystąpiła do GATT. Zawarte w 1988 Porozumienie o wolnym handlu NAFTA ostatecznie doprowadziło do pełnego otwarcia gospodarek obu krajów.